# Federico Sforza
Federico Sforza (Roma, 20 de janeiro de 1603 - Roma, 24 de maio de 1676) foi um cardeal do século XVII

## Biografia
Nasceu em Roma em 20 de janeiro de 1603. Dos duques de Segni. Filho de Alessandro, Sforza, 7º conde de Santa Fiora, duque de Segni e príncipe de Valmontone, e Eleonora Orsini. Sobrinho-neto dos cardeais Guido Ascanio Sforza di Santa Fiora (1534) e Alessandro Sforza (1565). Primo do cardeal Alessandro Orsini (1615). Parente do cardeal Francesco Sforza (1583). Ele era o príncipe de Valmontone.
Protonotário participante apostólico , 11 de novembro de 1623. Governador de Terni, 1625. Governador de Cesena, agosto de 1625 até janeiro de 1626. Vice-legado em Avignon, 1637-1645..
Criado cardeal diácono no consistório de 6 de março de 1645; recebeu o gorro vermelho e a diaconia de Ss. Vito e Modesto, 10 de julho de 1645. Pró-camerlengo da Santa Igreja Romana, 27 de setembro de 1645 até 12 de julho de 1653. Arquimandrita de S. Salvatore di Messina, de 1650..
Eleito bispo de Rimini em 19 de novembro de 1646. Consagrado em 30 de dezembro de 1646, na igreja de Gesù, em Roma, pelo cardeal Pietro Luigi Carafa, auxiliado por Alessandro Vittrici, bispo de Alatri, e por Ranuzio Scotti, bispo de Borgo San Donnino . Participou do conclave de 1655, que elegeu o Papa Alexandre VII. Optou pela ordem dos presbíteros e pelo título de S. Martino ai Monti, em 26 de junho de 1656. Renunciou ao governo da Sé antes de 26 de junho de 1656. Camerlengo do Sacro Colégio dos Cardeais, de 13 de janeiro de 1659 até 12 de janeiro de 1660. Optou pelo título de S. Anastasia, em 21 de abril de 1659. Optou pelo título de S. Pietro in Vincoli, em 21 de novembro de 1661. Participou do conclave de 1667, que elegeu o Papa Clemente IX. Participou no conclave de 1669-1670, que elegeu o Papa Clemente IX. Transferido para a Sé de Tivoli em 28 de janeiro de 1675..
Morreu em Roma em 24 de maio de 1676. Enterrado em 26 de maio de 1676, na capela de sua família na basílica patriarcal da Libéria..